# نهنگ عنبر (فیلم)
نهنگ عنبر فیلمی به کارگردانی سامان مقدم با بازی رضا عطاران و مهناز افشار و محصول سال ۱۳۹۳ است. این فیلم با وجود پذیرفتن برخی اصلاحات بازهم مورد تأیید وزارت ارشاد قرار نگرفت و قرار شد با حذف برخی صحنه‌ها مجوز اکران بگیرد. در نهایت این فیلم با حذف برخی صحنه‌ها در اواخر اردیبهشت سال ۱۳۹۴ مجوز اکران گرفت.
در ابتدا برنامه‌ریزی‌ها حکایت از حضور این فیلم در جشنواره فجر سال ۹۳ داشت، ولی به دلایلی کارگردان این فیلم تصمیم گرفت که اکران فیلم را به آینده موکول کند. در این خصوص نظراتی همانند به پایان نرسیدن به موقع مراحل فیلم‌برداری و نارضایتی علی جنتی، وزیر وقت وزارت فرهنگ و ارشاد اسلامی مطرح است. هر چند کارگردان این فیلم، سامان مقدم، معتقد بود که این فیلم یکی از بی‌حاشیه‌ترین فیلم‌هایش بوده‌است.
در نظر سنجی سایت خبر آنلاین این فیلم از لحاظ محبوبیت در صدر فیلم‌هایی قرار گرفت که همزمان با آن اکران شده‌است.
فیلم با فروش نزدیک به هفت میلیارد تومان، بعد از فیلم محمد رسول‌الله، به دومین فیلم پرفروش سال ۹۴ تبدیل شد.
در سال ۱۳۹۶ دنباله این فیلم با نام نهنگ عنبر ۲: سلکشن رؤیا اکران شد.
منتقدان، «نهنگ عنبر» را اقتباسی از فیلم «فارست گامپ» محصول سال ۱۹۹۴ آمریکا می‌دانند.

## خلاصه فیلم
ارژنگ صنوبر (رضا عطاران)، مردی ۵۰ ساله، در زندگی خود دچار تجربه‌های متفاوت و سخت عاشقانه‌ای می‌شود و فیلم بازگوکننده آن ماجراهاست. او که از کودکی رؤیا (مهناز افشار) را دوست داشته، به دلایلی نمی‌تواند با او ازدواج کند و رؤیا با توجه به محدودیت‌های اجتماعی دههٔ شصت، به همراه خانواده‌اش راهی آمریکا می‌شود. ارژنگ که هرگز رؤیا را فراموش نکرده، دست به کارهای عجیب و غریبی می‌زند و در مقاطع مختلفی باز با رؤیا روبه‌رو می‌شود. اما هر بار ناکام می‌ماند. او که حالا در دههٔ پنجم زندگیش ثروتمند شده، دردمندانه و مصرانه از رؤیا می‌خواهد که در ایران بماند و با او زندگی کند. سکانس پایانی فیلم به تصمیم رؤیا می‌پردازد. در پایان ارژنگ رؤیا را راهی آمریکا می‌کند اما رؤیا دوباره برمی‌گردد.

## بازیگران
| بازیگر             | نقش                       |
| ------------------ | ------------------------- |
| رضا عطاران         | ارژنگ صنوبر               |
| مهناز افشار        | رؤیا                      |
| ویشکا آسایش        | فرناز شهیب                |
| رضا ناجی           | پناه گردشیان، شریک ارژنگ  |
| سام نوری           | دندانپزشک، همسر دوم رؤیا  |
| نادر سلیمانی       | پدر ارژنگ                 |
| هانیه توسلی        | مادر ارژنگ                |
| علی قربان زاده     | حاج آقا تحقیقی            |
| امیرحسین رستمی     | مأمور کمیته انقلاب اسلامی |
| حسین سلیمانی       | مأمور شهربانی             |
| سپند امیرسلیمانی   | خواننده                   |
| سرجیو مارکوایل‌نژاد | پدر رؤیا                  |

## حواشی اکران
اکران فیلم نهنگ عنبر در حالی شروع شد که سینماهای وابسته به حوزه هنری و شهرداری به طرزی غیرمستقیم آن را تحریم کرده بودند. با این همه این فیلم با اکران دو هفته‌ای خود، به فروش ۴۳۰ میلیون تومانی رسید. از جمله سینماهایی که اکران این فیلم در آن با مشکلاتی همراه شد، سینما آفریقای تهران است؛ این سینما که از جمله سینماهای تهران بود مدیریت آن در حال انتقال به حوزه هنری است و پخش این فیلم در این سینما در برخی روزها متوقف شد.

## فروش
این فیلم پس از هشتاد روز نمایش، فروش خود را از مرز ۶ میلیارد تومان گذراند و رکوردار فروش و تعداد روز اکران شد.

## جوایز

### هفدهمین جشن سینمای ایران
| قسمت                       | نامزد        | نتیجه    | جایزه         |
| -------------------------- | ------------ | -------- | ------------- |
| بهترین فیلمبرداری          | فرشاد محمدی  | نامزدشده |               |
| بهترین چهره پردازی         | سعید ملکان   | برنده    | تندیس شایستگی |
| بهترین جلوه‌های ویژه میدانی | حمید رسولیان | برنده    | تندیس شایستگی |

### شانزدهمین دوره جشن دنیای تصویر
| قسمت                      | نامزد                                 | نتیجه    |
| ------------------------- | ------------------------------------- | -------- |
| بهترین فیلم               | سامان مقدم                            | نامزدشده |
| بهترین کارگردانی          | سامان مقدم                            | نامزدشده |
| بهترین فیلمنامه           | مانی باغبانی و مونا زاهد و سامان مقدم | نامزدشده |
| جایزه ویژه هیئت داوران    | سامان مقدم                            | برنده    |
| بهترین بازیگر مرد سینما   | رضا عطاران                            | نامزدشده |
| بهترین بازیگر زن سینما    | مهناز افشار                           | نامزدشده |
| بهترین موسیقی فیلم        | امیر توسلی                            | نامزدشده |
| بهترین دستاورد فنی و هنری | سعید ملکان                            | نامزدشده |

- نشریه معتبر دنیای تصویر نقش ارژنگ صنوبر (با بازی رضا عطاران) را جزو ۱۰۰ نقش ماندگار تاریخ سینما و تلویزیون ایران انتخاب کرد.[۲۲]